# FIT (motorfiets)
FIT is een historisch merk van motorfietsen.
De firmanaam was Fabbrica Italiana Ottavio Quadrio, Milano.
Het was een Italiaans merk dat van 1950 tot 1954 123- en 147 cc ILO-motoren inbouwde.